# ألاموسيت
الألموسايت (Pb12(Si12O36 (بالإنجليزية: Alamosite )‏ عبارة عن معدن يتواجد في المكسيك . يتراوح لونه من عديم اللون إلى الأبيض ودرجة صلابته أربعة ونصف (4.50) على مقياس موس .

## وصلات خارجية
- Fact sheet
- Fact sheet